# エスパル仙台
S-PAL仙台（エスパルせんだい）は、宮城県仙台市青葉区中央に所在するショッピングセンターである。東日本旅客鉄道（JR東日本）仙台駅の駅ビルの1つ。仙台ターミナルビルが運営し、3館からなる。

## 本館
東日本旅客鉄道（JR東日本）仙台駅南西に隣接する商業施設。地上3階（一部6階）/地下1階建。地下1階は、駅舎地下部分全てがS-PALとして利用されている。
仙台駅舎とは、地下1階から3階の4フロアで接続し、6階は仙台駅屋上駐車場と接続する。また、地下1階では仙台駅東西地下自由通路を介して地下鉄仙台駅、仙台駅西口地下歩道を介して仙台駅前開発ビル（仙台Loft）と接続。さらに、1階北の飛び地でDila仙台と、1階・2階でホテルメトロポリタン仙台と接続する。
JR東日本が進めてきた東口再開発事業では、S-PAL仙台東館と2・3階で接続された。東館の開業により、従来のエスパル仙台はエスパル仙台本館と称することになった。
地下1階の食品フロアが1998年以来、20年ぶりリニューアルされ、2018年11月15日にオープンした。リニューアルによってフロアは「エキチカおみやげ通り（おみやげゾーン）」「エキチカおみやげ通り（デイリー・飲食ゾーン）」「エキチカキッチン」となり、新規含め計64店が出店した。

### 主なテナント
6階
- マザーズ・エスパル保育園

5階
- 河北TBCカルチャーセンター

3階
- PLAZA
- リラックマストア
- スヌーピータウンショップ
- ハニーズ
- ジーナシス
- オルビス・ザ・ショップ
- 靴下屋

2階
- カフェコムサ
- Bee Zip
- ローリーズファーム
- ユナイテッドアローズ グリーンレーベル リラクシング
- ピーチ・ジョン・ザ・ストア
- サマンサベガ セレブリティ

1階
- 無印良品
- スターバックスコーヒー
- ルピシア
- niko and...
- 大内屋
- 伊達の牛たん本舗

B1階
「エキチカおみやげ通り（おみやげゾーン）」「エキチカおみやげ通り（デイリー・飲食ゾーン）」「エキチカキッチン」

## S-PAL II
駅舎2階北部分に位置する商業施設で、S-PAL仙台店の別館として位置付けられる。仙台PARCOの出店に合わせ、新幹線ホーム（盛岡駅寄り）下階のデッドスペースを活用し、2008年6月18日に開業。施設北端で仙台駅北部名掛丁自由通路と、南端で仙台駅中央改札口方面と接続する。正面エントランスは、仙台PARCOに隣接する。2021年8月からリニューアルに伴い閉館していたが、11月19日に改装オープンした（ベイクルーズストアは2021年11月26日オープン）。

### 主なテナント
- アフタヌーンティー
  - ティールーム
  - リビング
- アットアロマ（2021年11月19日オープン、東北初出店）[7]
- ドレステリア
- SHIPS
- ロンハーマン（2021年11月19日オープン、東北初出店）[7]
- ゴンチャ（2021年11月19日オープン）[7]
- ベイクルーズストア（2021年11月26日オープン）[7]
- 青山フラワーマーケット

## S-PAL仙台東館
仙台駅東口再開発事業により新設される。商業施設北棟及び南棟の2階から4階、ホテル棟の1階・2階に広がる。2016年3月18日開業。東北初出店の店舗やお土産店など、ファッションから食物販・飲食まで、82店舗が出店。既存S-PALと連動される。仙台ターミナルビルが運営を行う。商業テナントの他、保育園やクリニック、大人の休日サロン、屋上庭園も併設される。
住所は、本館およびS-PALIIと同じだが、敷地の東側の大半は、宮城野区榴岡に跨がっている。

### 主な出店テナント
- ハンズ
- URBAN RESEARCH
- 成城石井

## 沿革
- 1978年3月18日 - S-PAL（本館）開業[1]。
- 2008年6月18日 - S-PAL II（別館）開業。
- 2016年3月18日 - S-PAL（東館）開業[9]、本館リニューアル。開業時から使い続けてきたロゴを変更。
- 2017年
  - 2月16日 - JREポイントの導入を開始。
  - 6月1日 - エスパル仙台東館が増床オープン[2]。
- 2021年
  - 2月5日 - 仙台イーストゲートビル開業に伴い、エスパル仙台東館が再増床[10][11]。
  - 11月19日- S-PAL II（別館）改装オープン[7]。

## ギャラリー
- 旧ロゴ時代のエスパル本館（2008年10月撮影）